# Sundheimer
La sundheimer, ou poule de Sundheim, est une race de poule domestique originaire d'Allemagne.

## Description

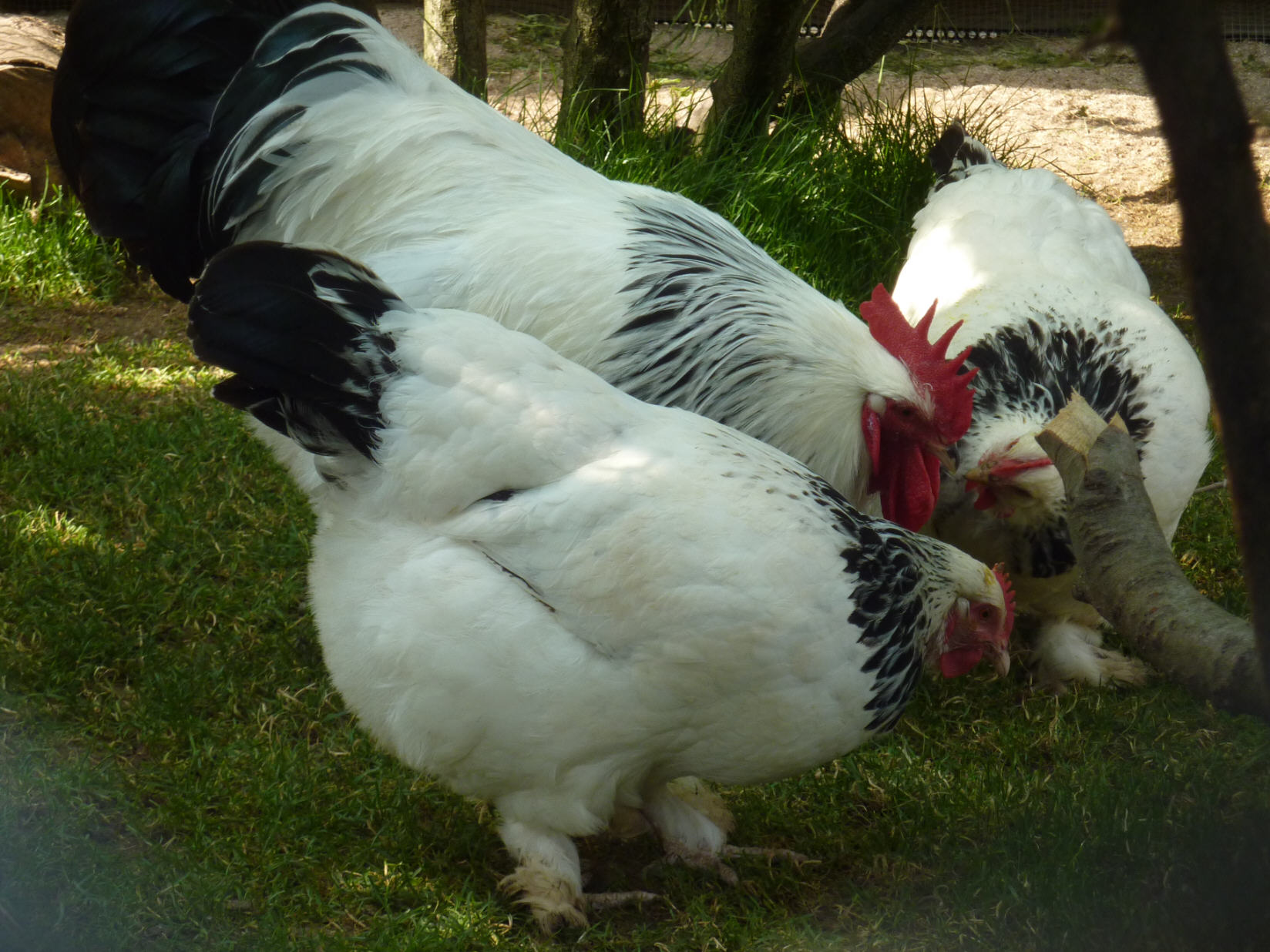
Coq et poules

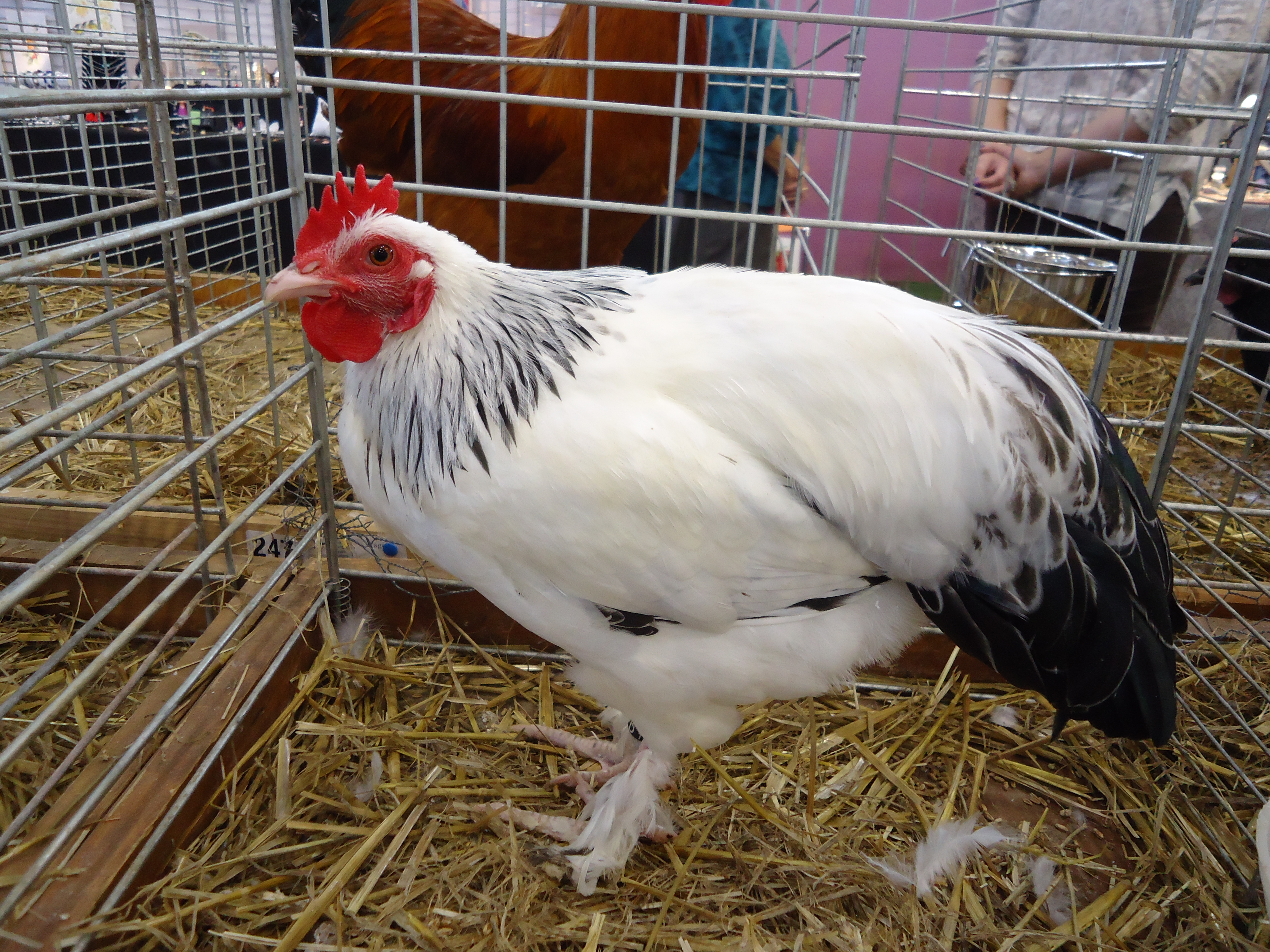
Coq Sundheimer nain

C'est une volaille à deux fins, précoce, de bonne production, à la chair tendre et facile à engraisser. c'est une race de taille moyenne pas trop haute, à l'ossature fine, au corps développé et tarses légèrement emplumés. De tempérament tranquille, c'est une race issue de volailles fermières et de brahma blanc herminé. Elle ressemble fortement à la poule de Bourbourg.

### Origine
Originaire de Sundheim (Pays de Bade) où elle fut créée en 1886.

### Standardofficiel
- Crête : simple
- Oreillons : rouges
- Couleur des yeux : rouge-orangé
- Couleur de la peau : blanche
- Couleur des tarses : chair
- Variétés de plumage : blanc herminé noir

Grande race :
- Masse idéale : Coq : 3 à 3,5 kg ; Poule : 2 à 2,5 kg
- Œufs à couver : min. 55 g, coquille brun clair à foncé
- Diamètre des bagues : Coq : 22 mm ; Poule : 20 mm

Naine :
- Masse idéale : Coq : 1 kg ; Poule : 850 g
- Œufs à couver : min. 35 g, coquille brune
- Diamètre des bagues : Coq : 16 mm ; Poule : 14 mm
  - La naine n'existe qu'en herminé

## Articles connexes

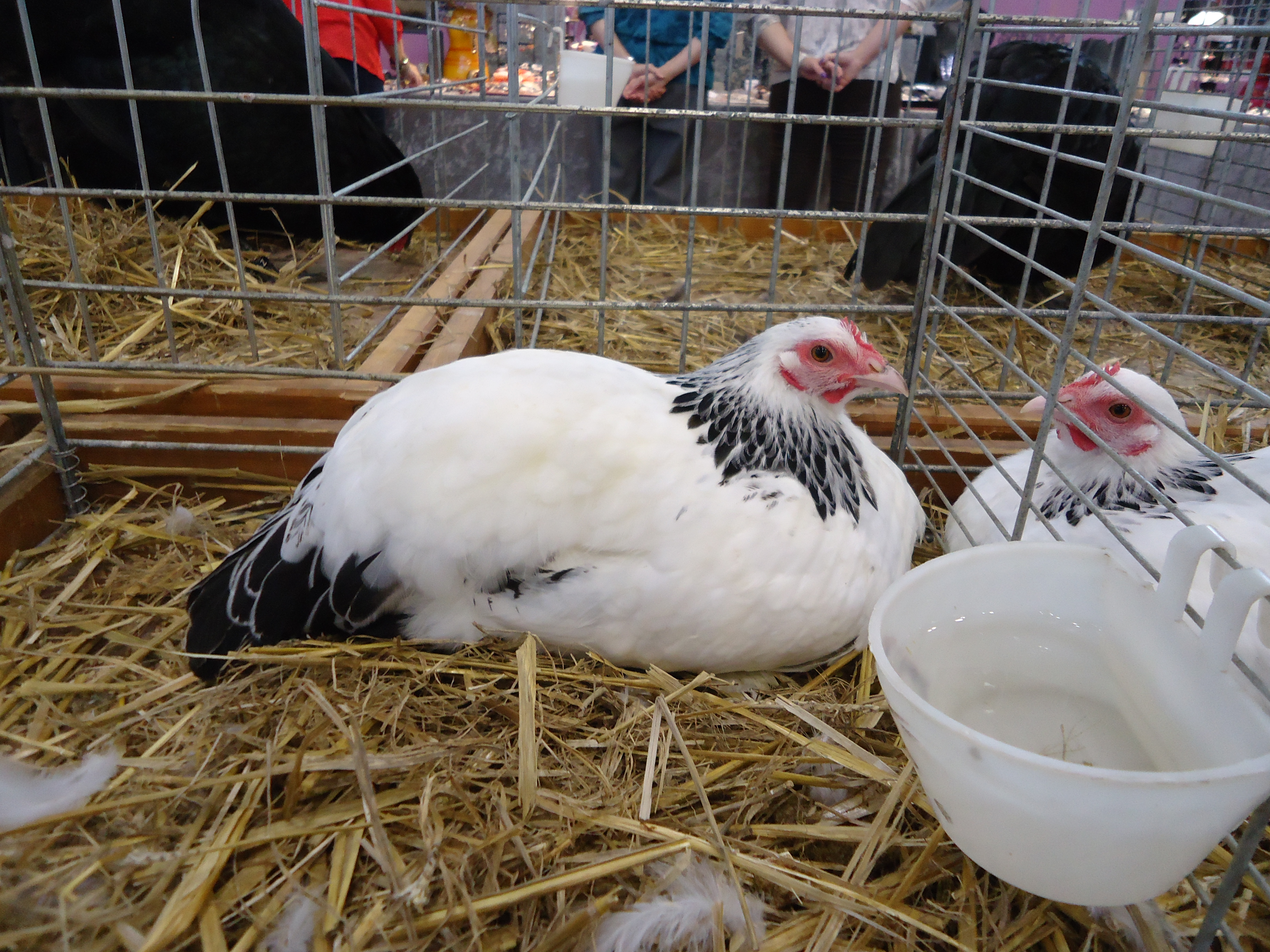
Poule Sundheimer naine

## Sources
- Le Standard officiel des volailles (Poules, oies, dindons, canards et pintades), édité par la SCAF.